# 10810 Lejsturojr
10810 Lejsturojr (1993 FL15) là một tiểu hành tinh vành đai chính. Nó được đặt theo tên a cairn ngày the Swedish island thuộc Gotland.